# شمالنزه
شمالنزه (به آلمانی: Schmalensee) یک شهر در آلمان است که در زگه‌برگ واقع شده‌است. شمالنزه ۴۶۲ نفر جمعیت دارد.